# João Marinho Neto
João Marinho Neto (ur. 5 października 1912 w Maranguape, Ceara) – brazylijski superstulatek, od 25 listopada 2024 najstarszy żyjący mężczyzna na świecie, którym został po śmierci 112-letniego Johna Tinniswooda z Wielkiej Brytanii.

## Życiorys
Urodził się 5 października 1912. Kilka lat później rodzina przeprowadziła do Apuiarés.
Marinho Neto był żonaty z Josefą Albano dos Santos (1920–1994). Para miała czworo dzieci. Następnie z drugą żoną – Antonią Rodrigues Moura miał jeszcze troje dzieci.
Marinho Neto został najstarszym żyjącym mężczyzną w Brazylii 26 listopada 2022, po śmierci 111-letniego Virgilio Cardoso de Medeiros.
2 kwietnia 2024, po śmierci 114-letniego Wenezuelczyka Juana Vicente Pereza Mory, Neto został najstarszym żyjącym mężczyzną w Ameryce Południowej. 25 listopada tego samego roku, w wieku 112 lat i 52 dni, Marinho Neto został najstarszym mężczyzną na świecie, co kilka dni później potwierdziła Księga Rekordów Guinnessa, wręczając mu certyfikat uznania.